# Mohenščina
Mohenščina (nemško Fersentalerisch, Mochenisch, mohensko Bersntolerisch, italijansko mocheno), znana tudi kot fersentalščina ali fersentalska nemščina  je germanski jezik, ki se je razvil iz narečja bavarščine in ga nekateri zdaj vidijo kot samostojen jezik, drugi pa ga še vedno vidijo kot del nemščine. Govorijo ga v dolini Valle dei Mocheni/Bersntol v treh občinah pokrajine Trento, govorcev pa je okoli 1400. Nekateri trdijo, da se je mohenščina razvila iz lombardščine in okoliških narečij. Govorci mohenščine razumejo bavarščino, cimbrijščino ter nemščino; a zaradi slovničnih in leksikalnih razlik govorci nemščine mohenščine ne razumejo.